# Víctor Yancarlo Zambrano
Víctor Zambrano es un exfutbolista peruano, jugaba como lateral derecho y su último club fue Willy Serrato. Obtuvo un título en primera división con Sporting Cristal el año 2002.

## Clubes
| Club                        | País | Año         |
| --------------------------- | ---- | ----------- |
| Deportivo Zúñiga            | Perú | 1998        |
| Sporting Cristal "B"        | Perú | 1999 - 2001 |
| Unión Minas                 | Perú | 2001        |
| Sporting Cristal            | Perú | 2002        |
| Coronel Bolognesi           | Perú | 2002 - 2004 |
| Alianza Atlético de Sullana | Perú | 2005        |
| Sport Boys                  | Perú | 2006        |
| Total Clean                 | Perú | 2007-2008   |
| Deportivo Coopsol           | Perú | 2009-2010   |
| Real Garcilaso              | Perú | 2011        |
| Willy Serrato               | Perú | 2012-2013   |

## Palmarés
| Título    | Club           | País | Año  |
| --------- | -------------- | ---- | ---- |
| Copa Perú | Real Garcilaso | Perú | 2011 |